# 七氟合镤(V)酸钾
七氟合镤(V)酸钾是一种无机化合物，化学式为K2PaF7。它可由五氧化二镤和氢氟酸反应，向溶液中加入氟化钾后制得，该反应也会同时生成六氟合镤(V)酸钾。向含有PaV和K+的17 mol/L HF中加入过量丙酮，也可沉淀出K2PaF7。它是单斜晶系晶体，空间群C2/c，晶胞参数a=13.675 Å，b=6.690 Å，c=8.096 Å，β=125.087°。